# Papirus 6
Papirus 6 (według numeracji Gregory-Aland), oznaczany symbolem {\displaystyle {\mathfrak {P}}^{6}} (ε 021 w systemie von Sodena) – grecko-koptyjski rękopis Nowego Testamentu pisany na papirusie, w formie kodeksu. Paleograficznie datowany jest na IV. Zawiera fragmenty Ewangelii Jana, Listu Jakuba oraz 1 Listu Klemensa. Większa część kodeksu zaginęła.

## Opis
Kodeks zawiera tekst 1 Listu Klemensa w języku koptyjskim na pierwszych 26 stronach rękopisu, List Jakuba w języku koptyjskim na stronach 91-99, oraz grecko-koptyjski tekst Ewangelii Jana, który się zaczyna na stronie 100. Strony 27-90 nie zachowały się. 25 stron powinno przypadać na utraconą część Listu Klemensa, jedna strona powinna zawierać początek Listu Jakuba (1,1-12), pozostaje jednak około 28 stron o nieznanej zawartości. Rösch zauważył, że jest tu za mało miejsca na Drugi List Klemensa.
Zachowało się 15 fragmentów (4 kart) z greckim tekstem Ewangelii Jana, ponadto fragmenty Ewangelii Jana, Listu Jakuba i 1 Listu Klemensa w języku koptyjskim (dialekt achmimicki). Wszystkich zachowanych fragmentów jest około 200.
Oryginalne karty kodeksu miały prawdopodobnie rozmiar ok. 28 cm na 15 cm. Tekst pisany jest 1 kolumną na stronę, 30 linijek na stronę (według rekonstrukcji).
Tekst grecki kodeksu zawiera fragmenty Ewangelii Jana 10,1-2.4-7. 9-10; 11,1-8. 45-52. Tekst grecki reprezentuje aleksandryjski typ tekstu, Kurt Aland zaklasyfikował go do II kategorii.
Tekst koptyjski kodeksu (achmimicki) zawiera 1 List Klemensa 1,1-26,2, fragmenty Ewangelii Jana 10,1-12.20; 13,1-2.11-12; Jakub 1,13-5,20.
Tekst koptyjski kodeksu pisany jest w dialekcie achmimickim i jest to jak dotąd jedyny zachowany rękopis zawierający przekład 1 Listu Klemensa na dialekt achmimicki.
Rękopis znaleziony został w Egipcie. Grecki tekst rękopisu opublikowany został przez Gregory w 1909 roku. Friedrich Rösch w 1910 roku opublikował tekst całego rękopisu.
Caspar Rene Gregory nie próbował oszacować jego wieku (ze względu na fragmentaryczność). Friedrich Rösch sugerował V lub VI wiek, ze względu na obecność Listu Klemensa. Niektórzy paleografowie dają mu nawet VII/VIII wiek. Obecnie datowany jest przez INTF na wiek IV.
Rękopis przechowywany jest w Bibliothèque nationale et universitaire (Pap. copt. 379. 381. 382. 384) w Strasbourgu.

## Grecki tekst NT
[τευσαν εις αυτον τιν]ες δε εξ αυ
[των απηλθον προς τ]ο̣υ̣ς φαρισαιους
[και ειπαν αυτοις α] επ̣ο̣ιησεν ις̅
[συνηγαγον ουν οι αρ]χι̣ερεις

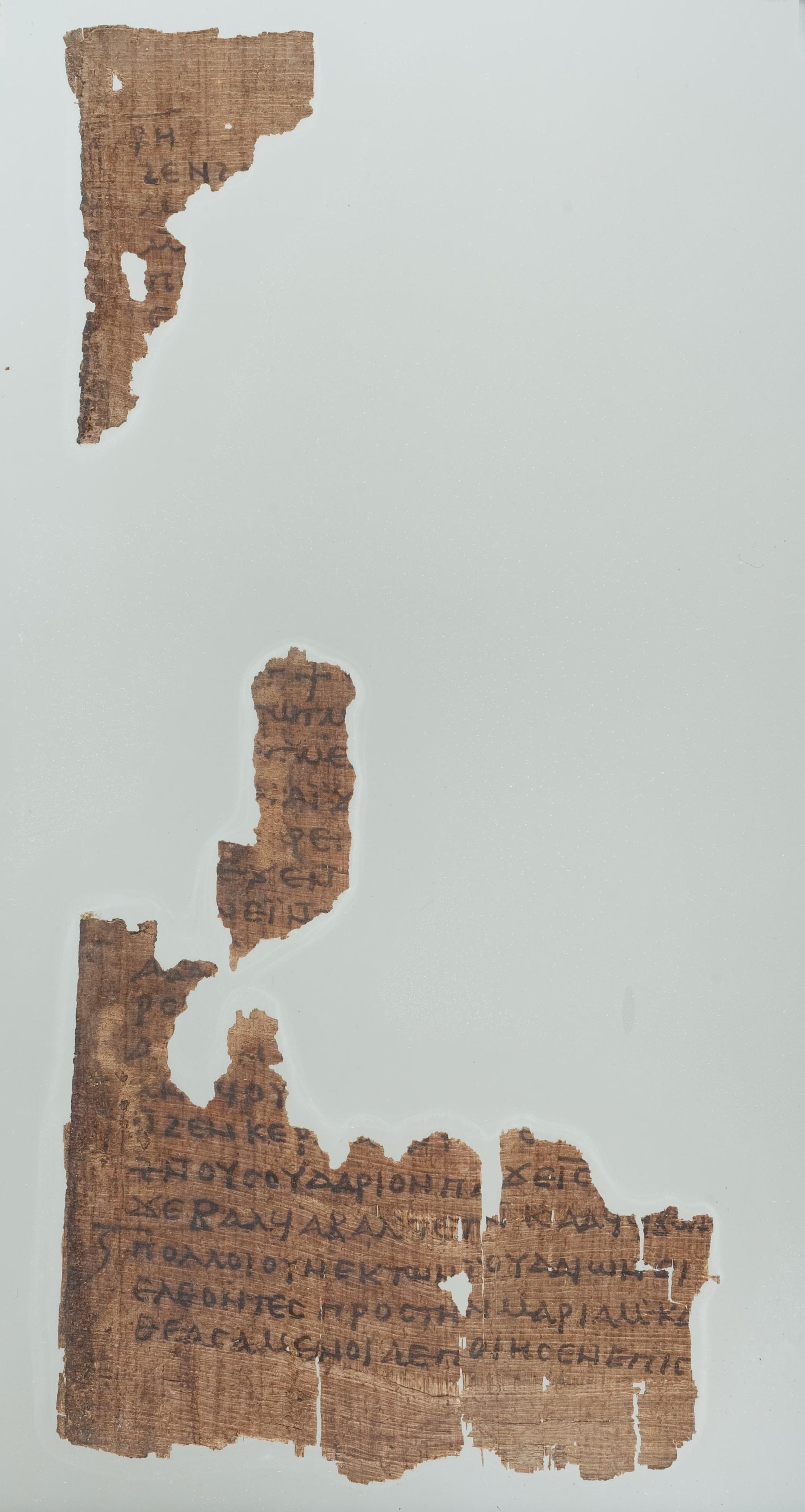
Fragmenty z tekstem Jana 11,45

[και οι φαρισαιοι συνεδριο]ν̣ και ελε
[γον τι ποιουμεν οτι ουτο]ς̣ ο̣ α̣ν̣θρ̣ω̣
[πος πολλα ποιει σημεια] εαν
[αφωμεν αυτον ουτως] παντες̣
[πιστευσουσιν εις αυτον] κ̣αι ελευ
[σονται οι ρωμαιοι και αρο]υ̣σιν ημων
[και τον τοπον και το εθνο]ς̣·
[εις δε τις εξ αυτων καια]φας
[αρχιερευς ων του ενιαυτο]υ̣ εκειν[ου
ειπεν αυτοις υ]με[ις ουκ] ο̣ιδατ̣[ε
ουδεν ουδε λο]γ̣ι̣ζε̣[σθε ο]τ̣ι συμ
[φερει υμιν ι]ν̣[α εις αν]θ̣ρω
[πος αποθαν]η̣ υ[περ του λαο]υ̣
[και μη ολον το] ε[θνος αποληται του
το δε αφ εαυτου] ουκ ε̣[ιπεν] α̣λλα̣
[αρχιερευς ων] του ε[νια]υ̣του̣ εκ̣[ει
νου επροφητευσεν οτι ε]μ̣ελ̣λ̣ε̣[ν
ις̅ αποθνησκειν υπερ το]υ̣ εθ̣[νους]
[και ουχ υπερ του εθνους μονον
αλλ ινα και τα τεκ]ν̣α του [θ]υ̣̅ [τα
διεσκορπισμενα] συναγαγη ε̣ι̣ς ε̣ν̣
W Jana 10,4-5 posiada unikatową, nie potwierdzoną przez żaden inny rękopis, sekwencję słów τ[ην φωνην των αλλο]τριων. Inne rękopisy przekazują tę frazę w brzmieniu: την φωνην αυτου αλλοτριω, albo: αυτου την φωνην αλλοτριω.
W Jana 10,6 przekazuje unikatowy wariant τι ην α, pozostałe rękopisy mają τι.
W Jana 11,1 przekazuje unikatowy wariant ην δε τις εκει, pozostałe rękopisy mają ην δε τις.
W Jana 11,2 imię Mariam zapisane zostało koptyjskimi literami w niezwykłej formie Mariham.
W Jana 11,45 przekazuje wariant οι ελθοντες προς την Μαριαμ, wariant wspierany jest również przez rękopisy Papirus 59, Vaticanus, Ephraemi, Regius, minuskuł 33. Większość rękopisów – wśród nich Sinaiticus, Alexandrinus – przekazuje wariant οι ελθοντες μετα Μαριαμ. Wariant reprezentowany przez kodeks uważany jest przez współczesnych krytyków tekstu za oryginalny tekst Ewangelii.